# Real 3D

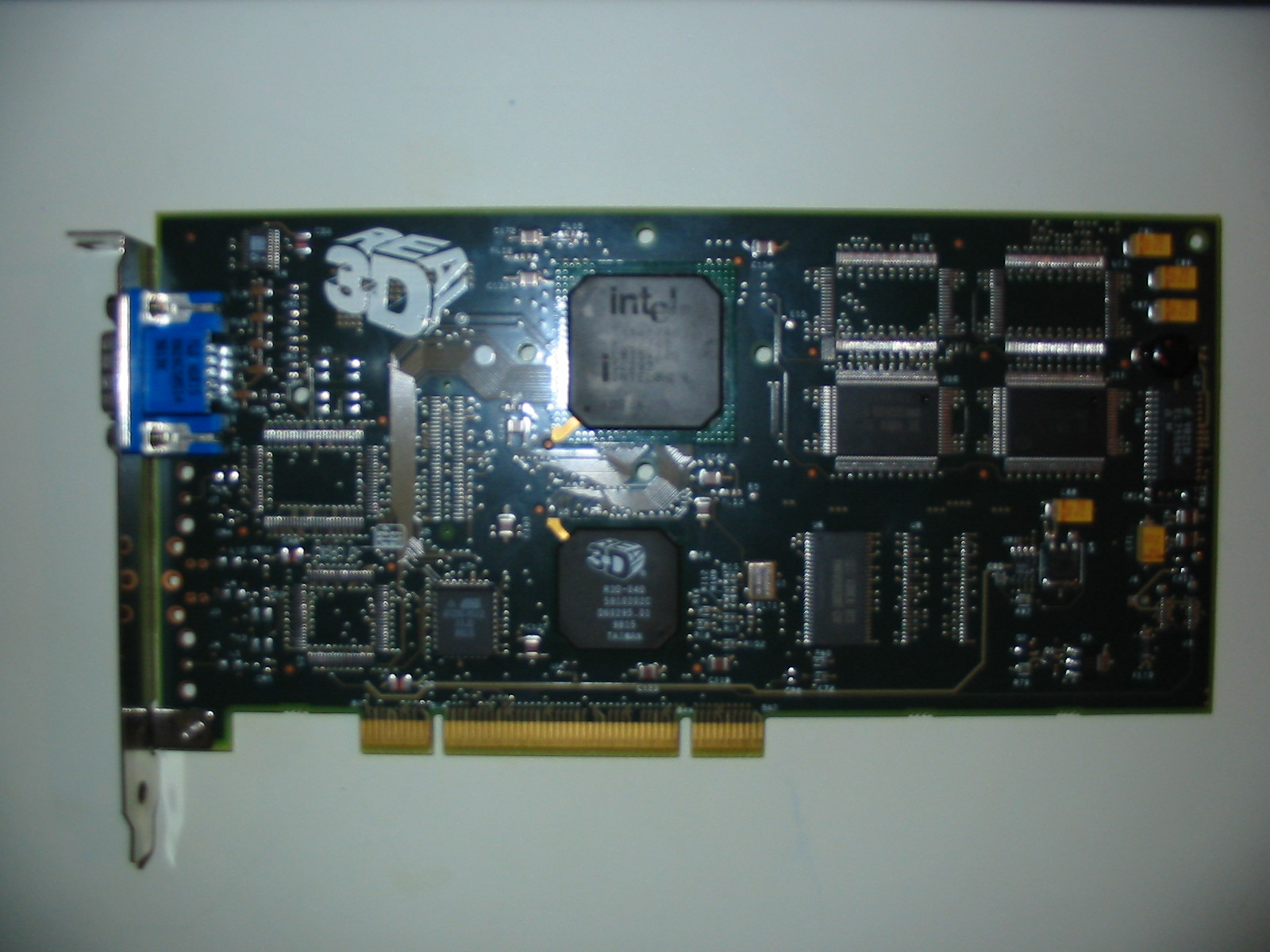
Real3D-PCI-Grafikkarte mit Intel 740

Real 3D, Inc. war ein US-amerikanisches Unternehmen, das sich mit der Entwicklung von 3-D-Technologie beschäftigte. Es wurde im Januar 1996 von Lockheed Martin gegründet. Der Hauptsitz war in Orlando (Florida), USA. Eigentümer waren Lockheed Martin (70 % Anteil), Intel (20 % Anteil) und Silicon Graphics (10 % Anteil).

## Geschichte
Die Wurzeln von Real 3D gehen zurück bis zum Apollo-Programm der NASA, für welches General Electric einen Simulator für die Mondlandung entwickelte. Diese Grafiktechnik von General Electric wurde später von Lockheed Martin lizenziert und an Real 3D weitergegeben. Diese Patente waren auch der Grund für eine Patentklage gegen ATI im Jahr 1999.
Am 21. Oktober 1999 gab schließlich Lockheed Martin den Verkauf von Real 3D an Intel bekannt. In der Folge legte Intel im Jahr 2001 den Rechtsstreit mit ATI Technologies bei, was zu einem Cross-Lizenz-Abkommen zwischen beiden Unternehmen führte: ATI bekam so eine Lizenz für Chipsätze mit Intel-Busprotokollen und Intel Zugang zur Grafiktechnik von ATI. Bereits im Jahr 2000 hatte man mit 3dfx ebenfalls ein Cross-Lizenz-Abkommen geschlossen. Dank Real 3D hat Intel also Zugang zu umfangreichen Grafikpatenten bekommen.

## Produkte
Bekannt wurde Real 3D besonders für seine 3D-Grafik, die seit 1996 in Arcade-Systemen Sega Model 1 und Sega Model 2 von Sega zum Einsatz kam. Von diesen Geräten wurden über 300.000 Stück verkauft. Außerdem war Real 3D der Entwickler von Intels bisher einzigem Grafikchip, dem i740. Mit diesem wollte Intel 1999 den Schritt in der Grafikmarkt vollziehen, der Chip blieb aber hinter der Konkurrenz zurück und Intel gab dieses Projekt auf.